# 桃园街道 (平原县)
桃园街道，是中华人民共和国山東省德州市平原县下辖的一个乡镇级行政单位。

## 行政区划
桃园街道下辖以下地区：
寇坊社区、胜利社区村、仇庄社区村、周寨社区村、大芝坊社区村、高齐社区村、田园社区村、魏北社区村、魏中社区村、饮马店社区村和青陵社区村。